# Ore Sogn
Ore Sogn ist eine Kirchspielsgemeinde (dänisch Sogn)
auf der Insel Fyn (deutsch Fünen)
im südlichen Dänemark. Bis 1970 gehörte sie zur Harde Skovby Herred im damaligen Odense Amt, danach zur Bogense Kommune im Fyns Amt, die im Zuge der Kommunalreform zum 1. Januar 2007 in der Nordfyns Kommune in der Region Syddanmark aufgegangen ist.
Im Kirchspiel leben 605 Einwohner (Stand: 1. Januar 2023). Im Kirchspiel liegt die Kirche „Ore Kirke“.
Nachbargemeinden sind im Nordosten Skovby Sogn und im Südosten Hårslev Sogn, ferner in der südwestlich benachbarten Middelfart Kommune Brenderup Sogn.